# Prikljutjenija Elektronika
Prikljutjenija Elektronika (russisk: Приключения Электроника, da.: Eventyrlig elektronik) er en sovjetisk spillefilm fra 1980 instrueret af Konstantin Bromberg.

## Medvirkende
- Jurij Torsujev som Sergej Syrojezjkin
- Vladimir Torsujev som Elektronik
- Vasilij Skromnyj som Makar Gusev
- Oksana Aleksejeva som Marija Svetlova
- Maksim Kalinin som Maksim Korolkov